# Lothar Juckel
Lothar Juckel (* 20. August 1929 in Königsberg/Ostpreußen; † 8. Juni 2005 in Berlin) war ein deutscher Architekt und Herausgeber von Ausstellungskatalogen, Architekturzeitschriften und Fachbüchern, überwiegend zum Themenkomplex Stadtplanung/Stadtentwicklung.

## Leben und Wirken
Lothar Juckel wurde am 20. August 1929 in Königsberg geboren. Von 1936 bis 1944 besuchte er dort die Schule, die Familie musste aber kriegsbedingt nach Westen flüchten. In Halberstadt/Harz legte er sein Abitur ab. Zwischen 1945 und 1950 absolvierte er sowohl eine Schlosser- als auch eine Maurerlehre. Danach studierte er bis 1957 Architektur an der Technischen Universität Berlin, wo ihn vor allem Willy Kreuer und Hans Scharoun prägten. 1952 assistierte er Scharoun bei den Wettbewerbsentwürfen für das Projekt „Wiederaufbau der Insel Helgoland“.
Nach dem Erhalt seines Diploms arbeitete Juckel weiter als Wissenschaftlicher Assistent mit Scharoun am Institut für Städtebau zusammen, gleich zu Anfang bei der Konzeption eines sternförmigen Restaurants im Rahmen der Interbau 1957, das jedoch ebenso wenig realisiert wurde wie die Helgoland-Entwürfe. Dennoch war es eine produktive und richtungsweisende Zeit; sie endete 1961. Bis dahin hatte Juckel parallel an der Akademie der Künste im Bereich Publikation und Ausstellung mitgearbeitet. Als größtes Projekt kann die Ausstellung Hans Richter. Ein Leben für Bild und Film, die auch in anderen Städten gezeigt wurde, angesehen werden. Des Weiteren übte er sich als Architekturkritiker beim RIAS Berlin.
1961 wurde er persönlicher Referent Werner Hebebrands, des Oberbaudirektors der Freien und Hansestadt Hamburg. Hier wurde Juckel mit den komplexen Aufgaben des Städtebaus vertraut. Er wirkte beispielsweise an den Strukturmodellen zum Hamburger Aufbauplan mit. Mit Hebebrands Emeritierung 1964 war auch das Dienstverhältnis von Juckel beendet und er ging zurück nach Berlin, wo er das Schulbauinstitut der deutschen Länder als deren Direktor übernahm. Daneben assistierte er Peter Koller an der TU Berlin. In dieser Zeit, der zweiten Hälfte der 1960er Jahre, schrieb er Fachaufsätze und war an verschiedenen Publikationen beteiligt.
Ab 1970 war er als selbstständiger Architekt in Berlin mit dem Schwerpunkt Schulbau tätig. Von 1978 bis 1986 war er Herausgeber und Chefredakteur der Zeitschrift Stadt. Zeitschrift für Wohnungs- und Städtebau, die unter seiner Ägide zu einem niveauvollen Fachmagazin avancierte.
1979 wurde ihm zusammen mit Hardt-Waltherr Hämer und Josef Paul Kleihues die Vorbereitung der Internationalen Bauausstellung (später unter dem Titel „Internationale Bauausstellung 1984/87“ bekannt) angetragen. Eigens zu diesem Zwecke wurde die Planungsgesellschaft Bauausstellung Berlin GmbH gegründet und alle drei zu gleichberechtigten Direktoren ernannt. Ihr Auftrag lautete, die modellhafte Rettung der „kaputten Stadt“, vornehmlich des heruntergekommenen Kreuzberg, anzugehen. Wegen Uneinigkeiten schied Juckel schon 1981 wieder aus.
1988 begann Juckels Herausgeberschaft der „Edition StadtBauKunst“ für Fachbücher zu verschiedenen Aspekten des Städtebaus. Er gründete und etablierte darüber hinaus das im Hamburger Junius Verlag erschienene Jahrbuch der Architektenkammer mit dem Titel Architektur in Berlin (1992 bis 2003) analog zum dort verlegten Architektur in Hamburg.
Juckel begann als Vorsitzender der Landesgruppe Berlin der Deutschen Akademie für Städtebau und Landesplanung (DASL) seine Vereinsarbeit, als Geschäftsführer der DASL zog er sich 2001 zurück. Eines seiner weiteren Engagements war die Betreuung der in Berlin ausgetragenen Schinkel-Wettbewerbe.
Im Laufe seines Arbeitslebens nahm er häufig an Schulbau-Wettbewerben teil, so unter anderem in Berlin, Darmstadt, Dortmund, Gelsenkirchen, Hameln, Köln, Nürnberg, Uelzen und Ulm.

## Auszeichnungen
- 2001: Cornelius-Gurlitt-Denkmünze
- 2002: Schinkel-Plakette
- 2003: Bundesverdienstkreuz am Bande der Bundesrepublik Deutschland

## Schriften (Auswahl)
- Lothar Juckel: Hebebrand, Werner Bernhard. In: Neue Deutsche Biographie (NDB). Band 8, Duncker & Humblot, Berlin 1969, ISBN 3-428-00189-3, S. 164 f. (Digitalisat).
- mit Hardt-Waltherr Hämer: Erste Projekte zur behutsamen Stadterneuerung. Die Innenstadt als Wohnstadt. Eine Aufgabe der behutsamen Stadterneuerung. Bauausstellung Berlin GmbH. Selbstverlag, Berlin um 1980.
- Hans Scharoun. In: Wolfgang Ribbe, Wolfgang Schäche (Hrsg.): Baumeister, Architekten, Stadtplaner. Biographien zur baulichen Entwicklung Berlins. Historische Kommission zu Berlin. Stapp, Berlin 1987, ISBN 3-87776-210-7, S. 529–558.
- Stadtbildprägende Arbeitersiedlungen. Erhaltung und Erneuerung denkmalwerter Arbeitersiedlungen im Rhein-Ruhr-Gebiet (= ILS-Schriften; 66). Waz-Druck, Duisburg 1992, ISBN 3-8176-6066-9.

## Herausgaben (Auswahl)
- Hans Richter. Ein Leben für Bild und Film. Hochschule für bildende Künste, Hardenbergstr. 33, Berlin, vom 17. Okt.–16. Nov. 1958, 10 bis 18 Uhr. Akademie der Künste, Berlin 1958 (derselbe Katalog, nur leicht verändert, u.d.T. Hans Richter. 40 Jahre Rollenbild in verschiedenen anderen deutschen Städten, 1960).
- mit Herta Elisabeth Killy: Paul Klee. Werke aus der Nachlass-Sammlung Felix Klee in der Akademie der Künste vom 18. Dezember 1960 bis zum 19. Januar 1961. Ausstellungskatalog. Akademie der Künste, Berlin 1960.
- mit Ulrich Conrads, Paulhans Peters, Alfred Simon: Hommage à Werner Hebebrand. Bacht, Essen 1964.
- Theoretische Beiträge zu Fragen der Schulbauplanung. Planungs- und Programmierungsprobleme, neue Projekte und Entwürfe, Fragen der Schulbau-Ökonomie. Berichte aus der Arbeit anderer Forschungsinstitute, Schulbaunachrichten aus Ländern und Gemeinden, Berichte aus dem Ausland (= Schriften des Schulbauinstituts der Länder; Band 17). Schulbauinstitut der Länder, Berlin 1969.
- Haus, Wohnung, Stadt. Beiträge zum Wohnungs- und Städtebau 1945–1985. Herausgegeben im Auftrage der Neuen Heimat. [o. Verl.], Hamburg 1986 (darin von Juckel: Auf der Suche nach der verlorenen Stadtgestalt, S. 64 f).
- Kulturbauten in der Stadt. Drehscheibe für Innovationen und Investitionen. Beitrage zu einem aktuellen Thema von Joachim Becker ... [et al.]. Edition StadtBauKunst, Hamburg 1988, ISBN 3-927469-01-7 (darin ein Beitrag von Juckel).
- Stadt- und Dorferneuerung. Aktuelle Fragen, Probleme, Fortschritte. Beiträge von Werner Zapf, Wilhelm Doni, Lothar Juckel, Hellmut Richter, Hermann Scherzer, Reinhard Grebe, Helmut Erhardt, Hans-Hermann Bock und Jürgen Schulze. Edition StadtBauKunst, Hamburg 1988, ISBN 3-927469-02-5 (darin von Juckel: Editorial. Aktuelle Fragen, Probleme, Fortschritte in der Stadt- und Dorferneuerung, S. 7–10).
- Berliner Fassaden … oder die Wiederkehr alter Stadtbilder. Mit einer Einführung von Horst Ehmann. Fotos von Reinhard Görner. Nicolai, Berlin 1988, ISBN 3-87584-234-0 (darin von Juckel: Berliner Fassaden … oder die Wiederkehr alter Stadtbilder, S. 10–17).
- Leningrad, Tallinn, Helsinki. Stadtentwicklung am Finnischen Meerbusen. Deutsche Akademie für Städtebau und Landesplanung, Landesgruppe Hamburg und Schleswig-Holstein. Edition StadtBauKunst, Berlin/Hamburg 1988.
- Überblick. Ausstellungskatalog zur gleichnamigen Ausstellung in der Kampnagel-Fabrik in Hamburg, Juli 1989. Edition StadtBauKunst, Berlin/Hamburg 1989, ISBN 3-927469-03-3.
- mit Sabine Fehlemann: Von der Heydt Museum-Wuppertal . Zur Geschichte von Haus und Sammlung. Edition StadtBauKunst, Berlin/Hamburg 1990, ISBN 3-927469-06-8 (darin von Juckel: Museumsarchitektur im Kontext der Zeit? Architektonische Notizen, S. 101–108).
- Harry Lorenz: Mauerkunst. Ein Berliner Zeitdokument. Mit einem Beitrag von Rainer Höynck. Edition StadtBauKunst, Berlin/Hamburg 1991, ISBN 3-927469-11-4.
- Paris & Region Parisienne. Neuere Stadt- und Regionalentwicklung. Bericht über die Studienreise vom 16. bis 21. November 1990. Deutsche Akademie für Städtebau und Landesplanung, Landesgruppe Berlin, Landesgruppe Hamburg und Schleswig-Holstein. Edition StadtBauKunst, Berlin/Hamburg 1992, ISBN 3-927469-13-0.
- von 1992 bis 2003 im Auftrag der Architektenkammer Berlin Herausgabe des Jahrbuchs Architektur in Berlin mit jeweiligem Editorial (z. B. Berlin – 50 Jahre danach im Jahrbuch für 1995, S. 8 f), außerdem längere Artikel:
  - Transparent im historischen Kontext. Das Unfallkrankenhaus Berlin und Das ehemalige Reichssportfeld: Was tun? Über die Notwendigkeit der kritischen Auseinandersetzung mit einem historischen Zeitdokument und dessen Sicherung, Sanierung und Modernisierung im Bestand (Junius Verlag, Hamburg/Dresden 1998, ISBN 3-88506-277-1, S. 120–123 und S. 150–153).
  - 150 Jahre Schinkel-Wettbewerb. Von der Wohnung eines Architekten zum „Garten der Künste“ für Berlins Kulturforum und Hans Christian Müller (Junius Verlag, Hamburg/Dresden 2002, ISBN 3-88506-515-0, S. 34 f und S. 74).
- mit Diedrich Praeckel: Stadtgestalt Frankfurt. Speers Beiträge zur Stadtentwicklung am Main 1964–1995. Mit Beiträgen von Dieter Bartetzko. Deutsche Verlags-Anstalt (DVA), Stuttgart 1996, ISBN 3-421-03068-5.
- Städte im Wandel. Stadtentwicklung – Perspektiven (= Städtebau Jahrbuch 1994). Deutsche Akademie für Städtebau und Landesplanung. Edition StadtBauKunst, Berlin/Hamburg 1996, ISBN 3-927469-18-1.
- Stadt zum Wohnen. Wohnen in der Stadt. Bericht zur Jahrestagung der Deutschen Akademie für Städtebau und Landesplanung 1999. Edition StadtBauKunst, Berlin/Hamburg 1999, ISBN 3-927469-20-3 (darin von Juckel: Editorial. Wohnen, eine immerwährende Geschichte, S. 10–13).
- Wohnen in Berlin. 100 Jahre Wohnungsbau in Berlin. Städtische Wohnungsbaugesellschaften prägen das Stadtbild. Katalog zur Ausstellung vom 21. April bis 13. Juni 1999 im Beratungszentrum der Investitionsbank Berlin. Konzeption, Texte, Redaktion und Gesamtgestaltung von Katalog und Ausstellung: Lothar Juckel, Berlin, unter Mitarbeit von Christina Hegnal, Brigitte Jacob und Woldemar Mertens. Edition StadtBauKunst, Berlin/Hamburg 1999, ISBN 3-927469-19-X.
- Schrumpfende Städte fordern neue Strategien für die Stadtentwicklung. Aus dem Leerstand in neue Qualitäten? Herausgegeben im Auftrag des Präsidiums vom Wissenschaftlichen Sekretär der Deutschen Akademie für Städtebau und Landesplanung. Müller + Busmann, Wuppertal 2002, ISBN 3-928766-52-X.